# Bergbau in Sachsen-Anhalt
In Sachsen-Anhalt werden seit mehr als 1000 Jahren verschiedene Rohstoffe bergmännisch abgebaut. Zu den ältesten Bergbauzweigen gehört die Salzgewinnung aus Sole, die in Halle bis in die Bronzezeit zurückreicht. Bereits seit 1200 ist der Abbau von Kupferschiefer im Raum um Mansfeld belegt, aber auch hier und im Harz reicht die Erzgewinnung und -verhüttung bis in diese Bronzezeit zurück. Der Stein- und Braunkohlenbergbau sowie die bergmännische (untertägige) Gewinnung von Stein- und Kalisalz gewannen hingegen erst im 19. Jahrhundert an Bedeutung, obwohl auch hier die Anfänge des Abbaus teils bis ins 14. Jahrhundert zurückgehen.
Aktuell führt das Landesamt für Geologie und Bergwesen die Betriebsaufsicht über
- rund 220 Steine- und Erdenbetriebe,
- 27 Braunkohlenbergbaubetriebe, darunter 2 Gewinnungsbetriebe (MIBRAG, Romonta) im Mitteldeutschen Braunkohlerevier,[1]
- 24 Betriebsstätten des Untertagebergbaus, darunter 12 Betriebe des Kali-, Salz-, Erz- und Spatbergbaus, 2 Betriebe des Versatzbergbaus, 1 Untertagedeponie, 1 Endlager für radioaktive Abfälle (Endlager Morsleben) und 8 Besucherbergwerke und -höhlen,[2]
- 1 Erdgasförderbetrieb, 8 Untergrundspeicher zur Speicherung von Erdgas und anderen Produkten sowie 7 Solegewinnungsbetriebe.[3]

Bedeutend sind insbesondere die Kali- und Steinsalzförderung. 35 % der Kalisalzförderung und 22 % der Steinsalzförderung Deutschlands entfallen auf die Betriebe in Sachsen-Anhalt. Der seit dem 20. Jahrhundert hochindustriell betriebene Braunkohlebergbau hat mit seinen Tagebauen und Restseen das Landschaftsbild im Mitteldeutschen Revier nachhaltig verändert.
Insgesamt sind in Sachsen-Anhalt heute noch rund 6000 Menschen im Bergbau beschäftigt.

## Braunkohle

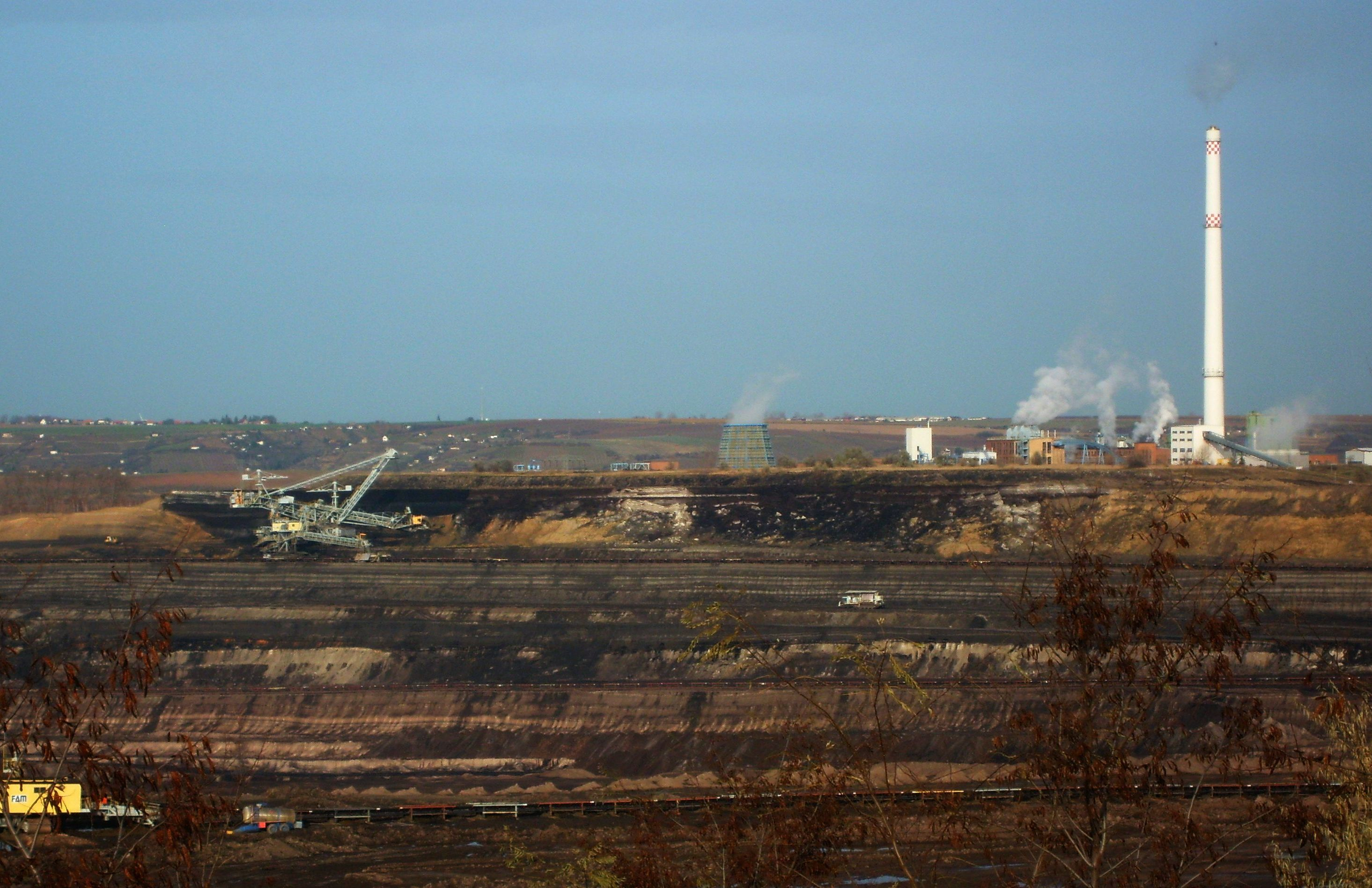
Braunkohletagebau der Romonta GmbH in Amsdorf

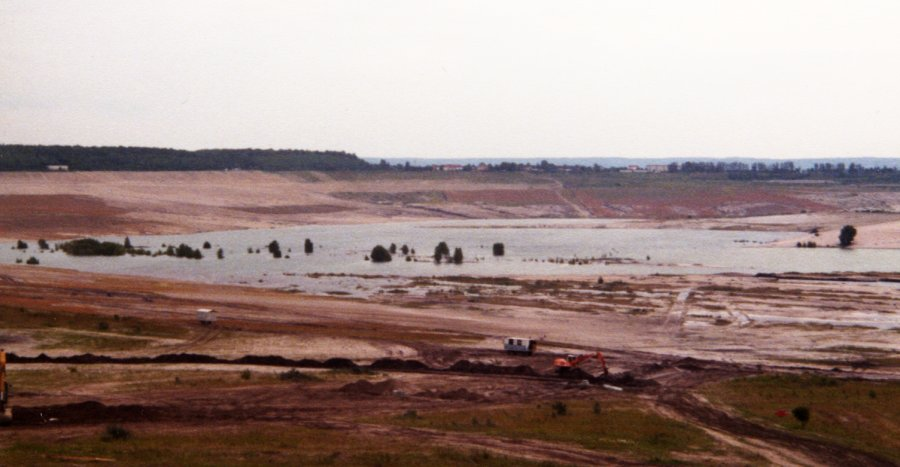
Restloch des ehemaligen Tagebaus Nachterstedt (Concordiasee), Zustand 1999

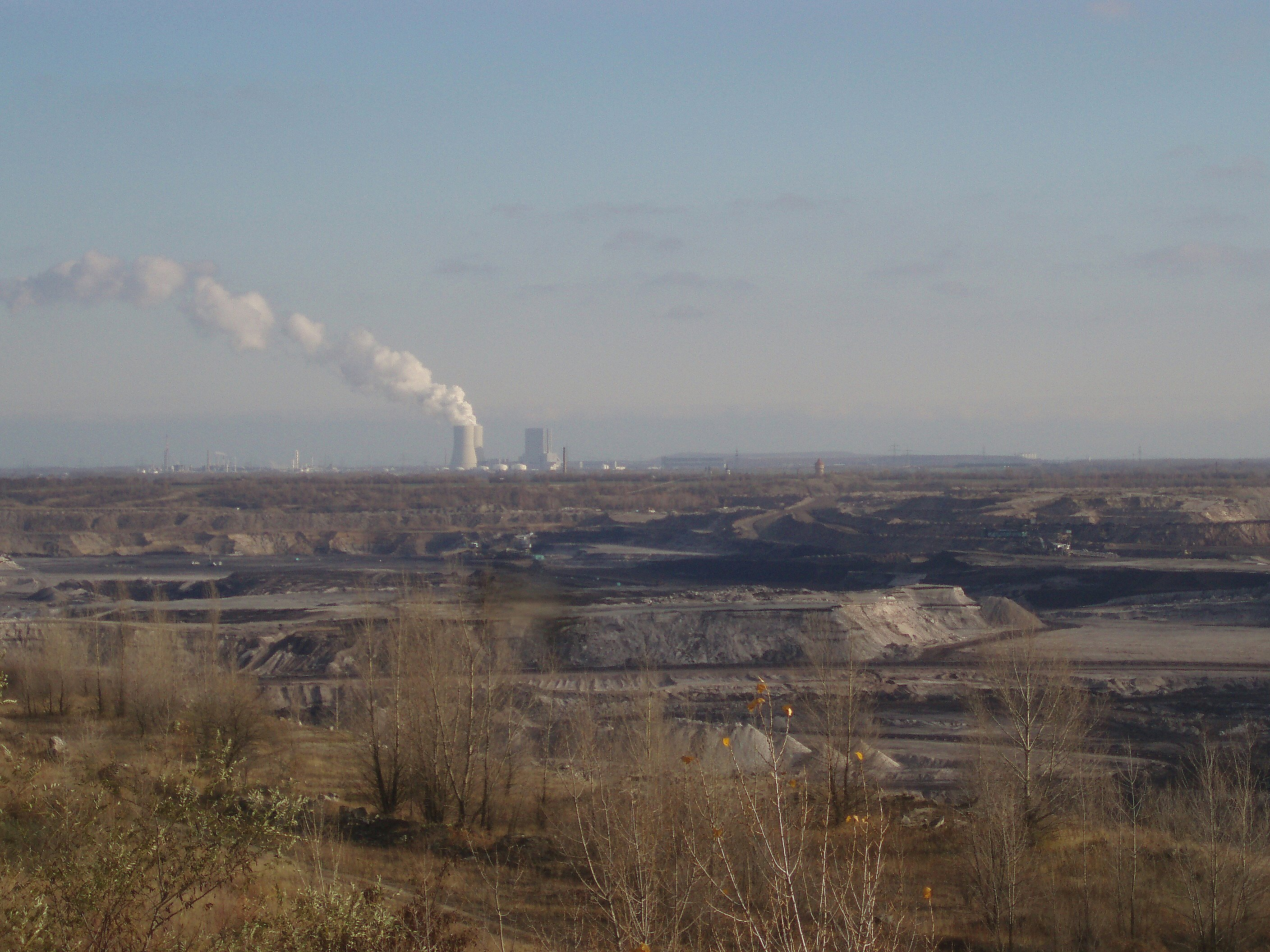
Tagebau Profen-Süd mit Blick zum Kraftwerk Lippendorf

Braunkohle ist einer der Hauptrohstoffe Sachsen-Anhalts. Die umfangreiche Erschließung der großflächig vorhandenen tertiären Braunkohlenlagerstätten setzte im Zusammenhang mit der sprunghaften Industrialisierung des mitteldeutschen Raums im 19. Jahrhundert ein.
Als Hauptabbaugebiete kristallisierten sich dabei Gebiete an der Grenze zu Niedersachsen sowie große Gebiete im Südosten des Landes heraus.
In geringerem Umfang wurde Braunkohle auch im Tiefbau bei Riestedt, im Fläming (Coswig) und in der Altmark bei Kläden sowie durch die Grube Alfred in Calbe gewonnen. Weitere kleinere Vorkommen befanden sich in der Umgebung von Eisleben bei Helfta, Volkstedt und Polleben.
Wurde die Braunkohle anfangs vorrangig als Energieträger eingesetzt, so erfolgte Anfang des 20. Jahrhunderts auch die zunehmende Verwendung als Ausgangsstoff für die chemische Industrie. Aus Braunkohle wurde durch Verschwelen Teer gewonnen, aus dem durch Destillation hochwertige Mineralölprodukte (Paraffine, Öle) hergestellt wurden. Bis 1990 behielt die Braunkohle ihre vorrangige Bedeutung als Energieträger. Im Mitteldeutschen Raum erreichte die Förderung in den 1980er Jahren ihren Höhepunkt. Im Rahmen der Umstrukturierung nach der deutschen Wiedervereinigung erfuhr die Braunkohleindustrie nach 1990 drastische Einschnitte, Abbau und Verarbeitung ließen sich aus ökologischen Gründen (große Flächeninanspruchnahme, hohe Grundwasserabsenkungen, starke Luftverschmutzung) nicht mehr im bisherigen Umfang fortsetzen.

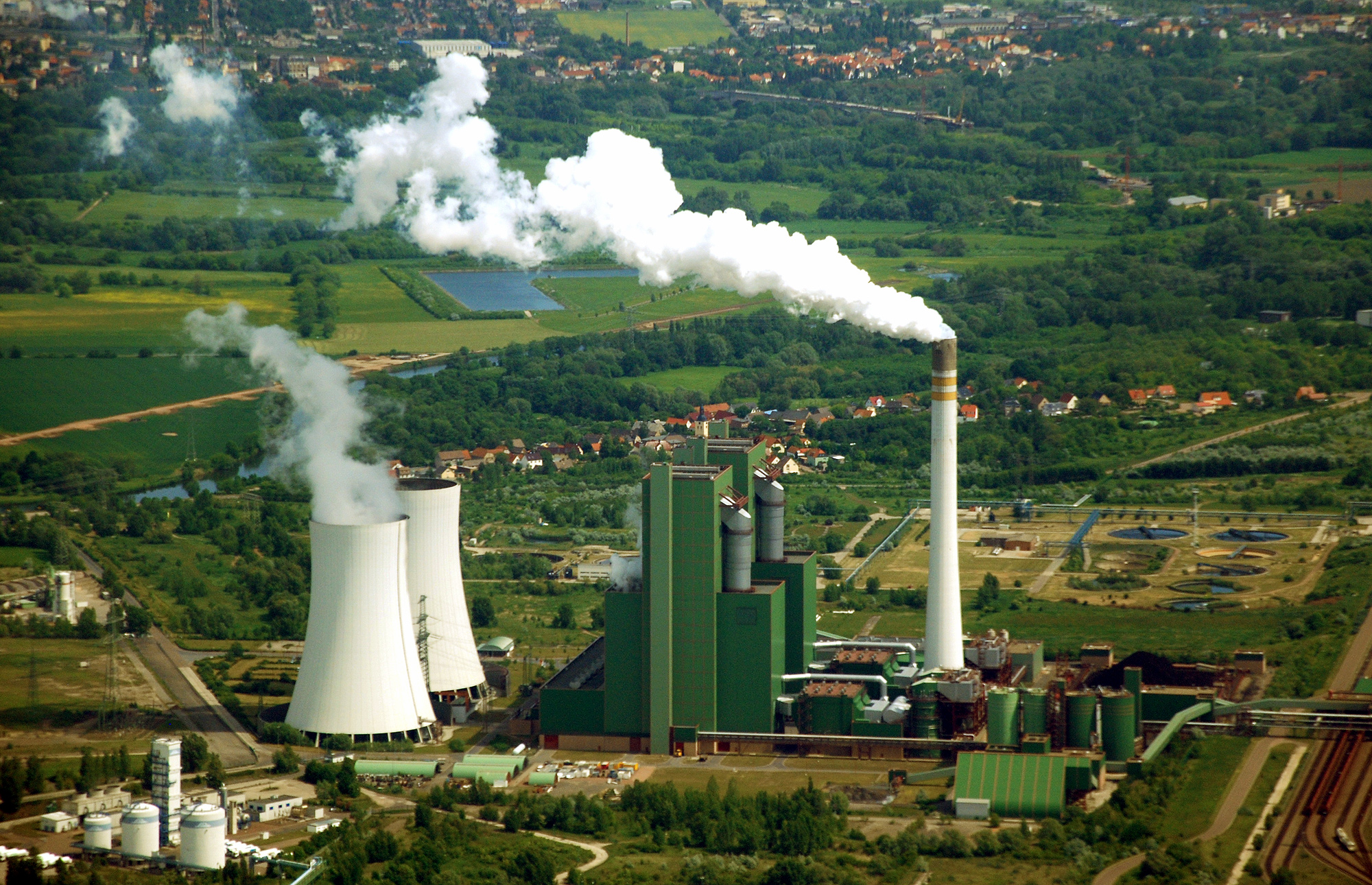
Braunkohlekraftwerk in Schkopau

Teile der Braunkohlenindustrie konnten jedoch erfolgreich privatisiert worden. Durch Modernisierung der Gewinnungs- und Veredlungsanlagen sowie den Neubau leistungsfähiger und umweltschonender Kraftwerke wie dem Kraftwerk Schkopau konnten bedeutende industrielle Kerne erhalten werden. Der Energieträger Braunkohle bleibt in Sachsen-Anhalt bedeutsam. 2010 war Braunkohle mit einem Anteil von 51 % an der Stromerzeugung des Landes beteiligt.
Unter der Bergaufsicht des Landesamtes für Geologie und Bergwesen stehen derzeit 27 Betriebe des Braunkohlenbergbaus. Darunter befinden sich 11 Tagebaue (2 in Gewinnung, 9 in Einstellung), 12 Veredlungsanlagen (2 in Betrieb, 10 in Einstellung) und 4 Grubenkraftwerke. Die Braunkohlengewinnung erfolgt derzeit durch die Mitteldeutsche Braunkohlengesellschaft (MIBRAG) im Tagebau Profen sowie die Romonta GmbH im Tagebau Amsdorf. Die beiden Unternehmen fördern jährlich rund 6 Millionen Tonnen Braunkohle zur Gewinnung von Energie (Verstromung, Fernwärme) und Spezialprodukten (Braunkohlenstaub, Wachs).
Durch die Lausitzer und Mitteldeutsche Bergbau-Verwaltungsgesellschaft (LMBV) erfolgt die Sanierung von 9 stillgelegten Tagebauen, die nach entsprechender Gestaltung kontrolliert geflutet werden.

## Steinkohle
Steinkohle wurde in kleinerem Maßstab u. a. in Halle im ehemals königlichen Steinkohlebergwerk Dölau und im Bereich des Wittekindtales abgebaut, darüber hinaus auch bis ins 20. Jh. in Wettin, Löbejün und Plötz. Weitere Lagerstätten wurden im Nordharz und dem Vorland / Magdeburger Börde bis ins 19. Jahrhundert (u. a. Wefensleben, Quedlinburg, Thale, Ballenstedt) ausgebeutet.

## Eisenerz
Eisenerz wurde im Harz um den Elbingeröder Komplex herum, in Elbingerode, Grube Mandelholz, Grube Büchenberg und Grube Braunesumpf, mindestens seit dem 10. Jahrhundert nachweislich gefördert und verarbeitet, siehe auch Erzstufenbahn. Neuere Archäologische Funde lassen darauf schließen, dass es die Eisenförderung und Verhüttung sogar schon seit dem 4. Jahrhundert gab. Der Abbau von Eisenerz wurde in Braunsumpf im Jahre 1969 und in Büchenberg 1970 endgültig eingestellt. Es wird geschätzt das noch ca. 80 Mio. t Eisenerz in diesem Gebiet lagern, deren Abbau sich allerdings derzeit nicht lohnt. Ein weiteres Eisenerzvorkommen befindet sich bei Marienborn, das allerdings nicht abbauwürdig ist.
Seit Mitte der sechziger Jahre wurde im Bergwerk Drei Kronen & Ehrt nicht mehr bisheriges Eisenerz, sondern nur noch Pyrit gefördert. Der Abbau wurde bis 1990 fortgesetzt.

## Kalkstein
An diversen Standorten wird Kalkstein für den Straßenbau und für die Zement- und Kalkgewinnung abgebaut. Gefördert wird er unter anderem in Bernburg und Walbeck.

## Kies und Sand
In ganz Sachsen-Anhalt werden Kies und Sand in teils großen Tagebauen abgebaut, meist glazialen, seltener fluvialen Ursprungs. Genutzt werden sie hauptsächlich für das Bauhandwerk für die (Betonherstellung) und der Sand für Asphalt. Von der Abbautätigkeit zeugen viele Baggerlöcher.

## Kupfererz

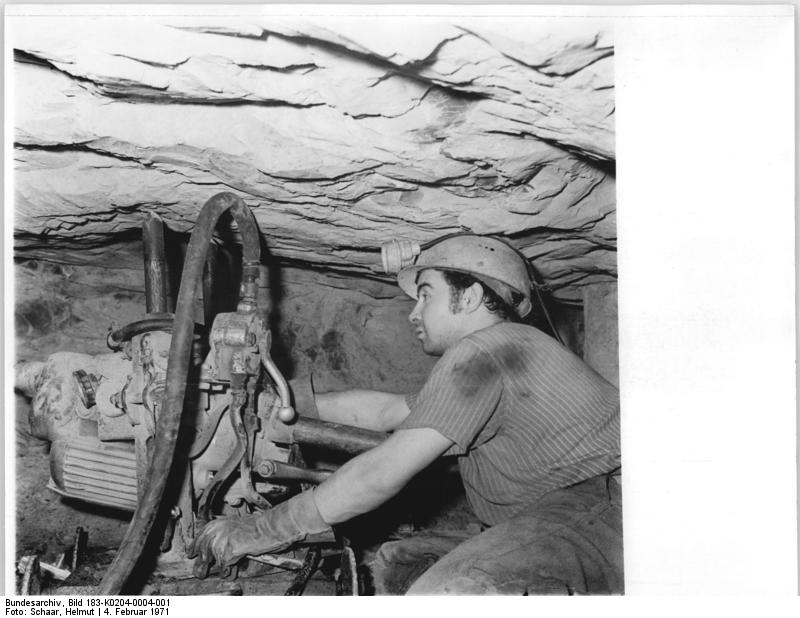
Abbau von Kupferschiefer im Mansfeld-Kombinat (1971)

Im Mansfelder Land sowie im angrenzenden Sangerhäuser Revier wurde bis zur Wiedervereinigung Deutschlands Kupferschiefer abgebaut. Kupfervorkommen, mit mehr oder weniger hohem Kupferanteil, gibt es unter großen Teilen Sachsen-Anhalts.

## Rhyolith („Porphyr“)
In Löbejün wird seit dem Jahr 1518 der Löbejüner Porphyr gewonnen, auch am Spitzberg wurde er abgebaut. Steinbrüche in Rhyolithen gab es auch an anderen Orten im Halleschen Vulkanitkomplex. Verwendung fand und findet dieses Gestein hauptsächlich im Straßen- und im Gleisbau. Auch als Naturstein beim Hochbau ist er ein lange eingesetztes Material.
Außerdem wird in Flechtingen Rhyolith abgebaut, eines der nördlichsten Vorkommen von Hartgestein an der Oberfläche in Deutschland.

## Salz

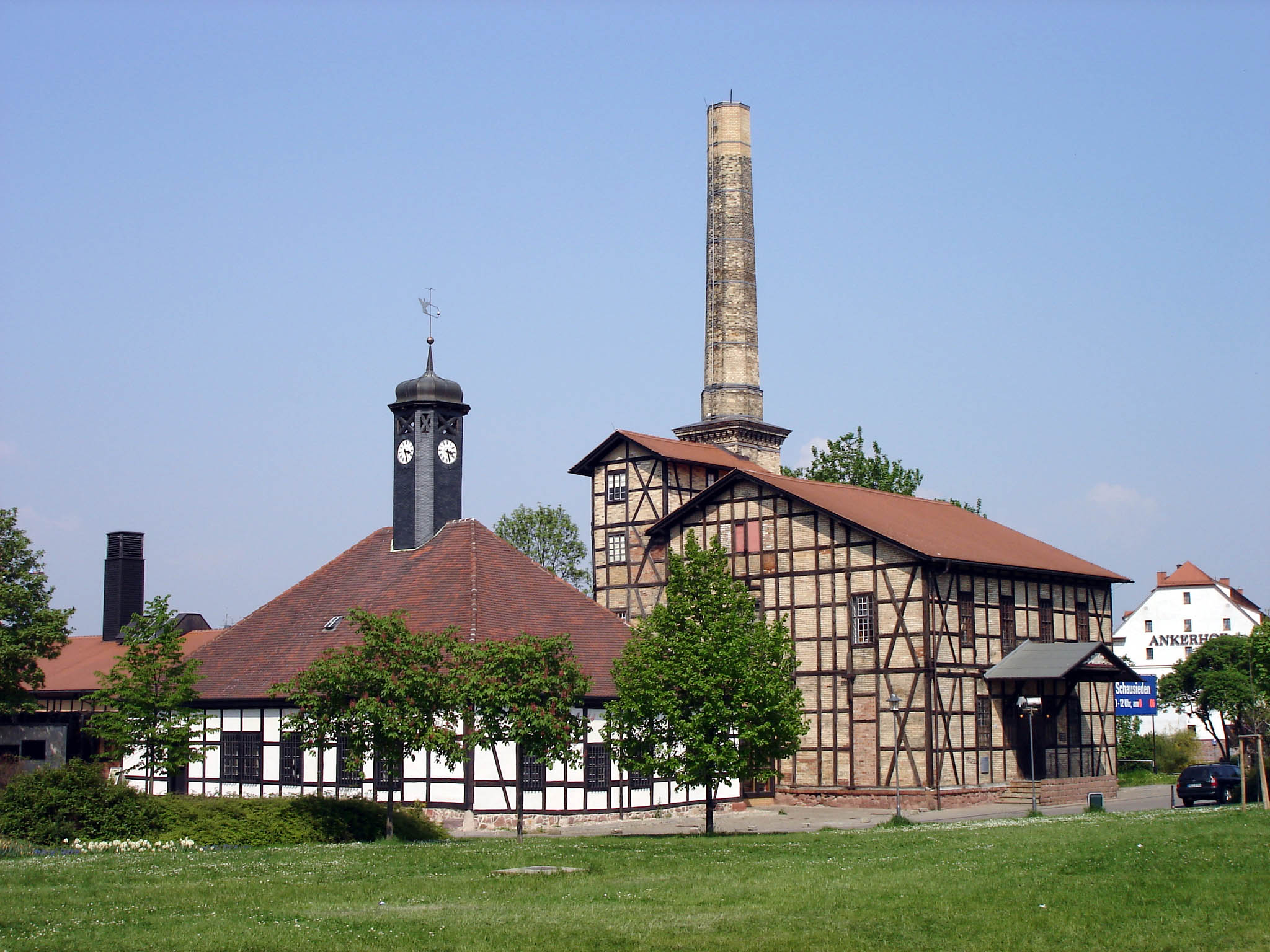
Saline in Halle

Braunkohle und Salz waren und sind die wichtigsten Rohstoffe des Landes Sachsen-Anhalt. Gerade die teilweise schon frühchristliche Salzgewinnung ist belegt in Form von Flur- und Ortsnamen wie z. B. Salzlandkreis, Salzelmen und Halle. Die Salzstöcke stammen allesamt aus dem Zechsteinmeer. Es wird Kalisalz und Steinsalz gefördert.
Viele dieser alten Kali- und Steinsalzbergwerke sind inzwischen stillgelegt, so z. B. die Kaliwerke Richard und Reichskrone, Orlas und Nebra, Wils, Ernsthall, Johannashall, Oberröblingen, Adler und Rastenberg.
Heutige Standorte sind Bernburg und Zielitz, mit einer weithin sichtbaren Abraumhalde, dem sogenannten Kalimandscharo aus Steinsalz, sowie ehemals in Morsleben, wo sich heute das Endlager für radioaktive Abfälle Morsleben befindet.

## Spate
Ab dem späten 19. Jahrhundert wurden Schwerspat, in den Gruben bei Stolberg und bei Rottleberode und Flussspat in großen Mengen bei Biwender, auf dem westlichen Straßberg, bei Gernrode und bei Siptenfelde gewonnen. Bedeutendste Flussspatlagerstätte des Harzes war bei Rottleberode. Weiterhin wurden auch Antimonit, Wolframit, Zinkblende, Kupferkies, Pyrit, Hämatit und Eisenspat zeitweise gefördert.

## Edelmetalle
Im Bereich des Südharzes wurde mindestens seit dem Mittelalter Silber abgebaut. Die Lagerstätten sind jedoch schon geraume Zeit ausgebeutet. Weiterhin gab es auch geringe Gold und Palladiumvorkommen bei Tilkerode.

## Kaolin
Aus Gruben im Raum Halle (Saale) bei Salzmünde/Möderau, Etzdorf, Morl, Spergau und Rossbach wird bis heute Kaolin und weißbrennender Ton abgebaut. Weitere – meist stillgelegte – Kaolingruben befinden sich um Lieskau und Röblingen am See.